# Hans Christian Nielsen (fodboldspiller)
 For alternative betydninger, se Hans Christian Nielsen. (Se også artikler, som begynder med Hans Christian Nielsen)
Hans Christian Wedelsted Nielsen (født 10. maj 1928 i Odder,  død 5. marts 1990 i Aarhus) var en dansk fodboldspiller, som vandt fire DM-titler og sølv ved OL 1960.

## Klubkarriere
Hans Christian Nielsen var forsvarsspiller og skiftede i 1950 fra Odder IGF til AGF. Her spillede han, indtil karrieren blev indstillet i 1963. I perioden 1955-1961 vandt han fire danske mesterskaber og fire pokalfinaler med AGF. Han opnåede 250 kampe for AGF.

## Landsholdskarriere
Efter at have spillet 4 kampe på B-landsholdet debuterede Hans Christian Nielsen 15. september 1958 på Damarks A-landshold I en venskabskamp i Aarhus mod Curaçao. De følgende tre år var han fast mand på landsholdet, og han opnåede i alt 25 landskampe.
Han var derfor med på holdet, der deltog i OL 1960 i Rom. Her spillede han alle kampe for Danmark, og Danmark vandt alle sine kampe i indledende runde. I semifinalen mod Ungarn vandt Danmark 2-0 og kvalificere sig til finalen. Her blev det dog nederlag til Jugoslavien på 1-3, men de danske sølvmedaljer var en stor bedrift på denne tid, og holdet kom i eftertiden til at gå under betegnelsen "Sølvholdet".